# Lasiorhynchites
Lasiorhynchites — род жесткокрылых семейства трубковёртов, подсемейства Rhynchitinae, трибы Rhynchitini.

## Описание
Тело удлинённое. Надкрылья с правильными точечными рядами и довольно широкими промежутками, с укороченной прищитковой бороздкой, покрыты длинными торчащими густыми волосками.

## Виды
Некоторые виды рода:
- Lasiorhynchites cavifrons (Gyllenhal, 1833)
- Lasiorhynchites graecus Voss, 1933
- Lasiorhynchites praeustus (Boheman, 1845)
- Lasiorhynchites syriacus (Desbrochers, 1869)
- Lasiorhynchites vaucheri (Desbrochers, 1896)